# 新莫斯科夫斯克 (俄羅斯)
新莫斯科夫斯克（羅馬化：Novomoskovsk）是俄羅斯圖拉州的城市，在1934年前被稱為博布里基（俄语：Бобрики），在1934和1961年間被稱為斯大林诺戈尔斯克（羅馬化：Stalinogorsk）。它位於頓河和沙特河的發源地，莫斯科以南約230公里人口：134,081 (2002人口普查); 143,000 (1974); 107,000 (1959); 76,000 (1939)。
18世紀的新莫斯科斯克是鲍勃林斯基家族的莊園，至19世紀末才工業化。蘇聯時期，這市鎮發展為一個煤礦中心。

## 友好城市
- 土耳其庫沙達瑟
- 斯洛伐克普列維扎
- 白俄羅斯博布鲁伊斯克